# 도시 건설 게임

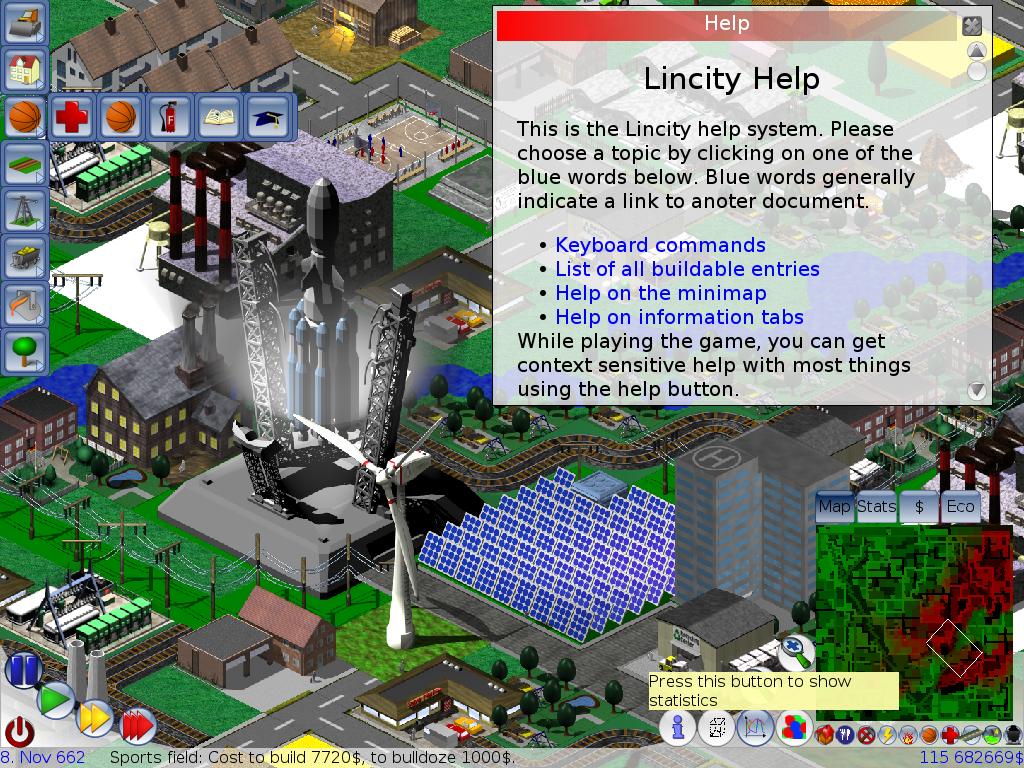
도시 건설 게임 린시티의 장면

도시 건설 게임(영어: City-building game)은 건설경영 시뮬레이션 게임의 하위 장르 중 하나이다. 도시건설 게임은 플레이어가 도시계획자나 지도자가 되어 진행한다. 플레이어는 보통 하늘의 높은 곳에서의 관점으로 도시를 보면서 가상 도시를 성장시키고 경영한다. NPC인 게임상의 시민들이 건설을 하는 동안, 플레이어들은 오직 건물 위치와 봉급, 일의 우선순위와 같은 도시 경영 문제들만을 제어할 수 있다. 대표적인 게임으로 《심시티》, 《시티즈: 스카이라인》등을 들 수 있다.

## 같이 보기
- 건설경영 시뮬레이션 게임
- 시뮬레이션 게임